# Tour Midi-Pyrénées 1985
Il Tour Midi-Pyrénées 1985, nona edizione della corsa, si svolse dal 26 al 29 marzo su un percorso di 568 km ripartiti in 3 tappe (la seconda suddivisa in due semitappe) più un cronoprologo, con partenza da Cahors e arrivo a Rodez. Fu vinto dall'irlandese Stephen Roche della Redoute davanti ai francesi Laurent Fignon e Frédéric Vichot.

## Tappe
| Tappa  | Data     | Percorso                            | km  | Vincitore di tappa | Leader cl. generale |
| ------ | -------- | ----------------------------------- | --- | ------------------ | ------------------- |
| Prol.  | 26 marzo | Cahors > Cahors (cron. individuale) | 4,4 | Laurent Fignon     |                     |
| 1ª     | 27 marzo | Cahors > Guzet Neige                | 222 | Stephen Roche      |                     |
| 2ª-1ª  | 28 marzo | Pamiers > Pamiers                   | 56  | Steve Bauer        |                     |
| 2ª-2ª  | 28 marzo | Pamiers > Castres                   | 112 | Hubert Linard      |                     |
| 3ª     | 29 marzo | Réalmont > Rodez                    | 174 | Kim Andersen       | Stephen Roche       |
| Totale | Totale   | Totale                              | 568 |                    |                     |

## Dettagli delle tappe

### Prologo
- 26 marzo: Cahors > Cahors (cron. individuale) – 4,4 km

| Pos. | Corridore       | Squadra     | Tempo |
| ---- | --------------- | ----------- | ----- |
| 1    | Laurent Fignon  | Renault-Elf | 5'46" |
| 2    | Miguel Indurain | Reynolds    | a 1"  |
| 3    | Thierry Marie   | Renault-Elf | s.t.  |

| Pos. | Corridore | Squadra | Tempo |
| ---- | --------- | ------- | ----- |

### 1ª tappa
- 27 marzo: Cahors > Guzet Neige – 222 km

| Pos. | Corridore     | Squadra    | Tempo    |
| ---- | ------------- | ---------- | -------- |
| 1    | Stephen Roche | La Redoute | 6h43'31" |
| 2    | Pascal Simon  | Peugeot    | a 37"    |
| 3    | Robert Millar | Peugeot    | a 39"    |

| Pos. | Corridore | Squadra | Tempo |
| ---- | --------- | ------- | ----- |

### 2ª tappa - 1ª semitappa
- 28 marzo: Pamiers > Pamiers – 56 km

| Pos. | Corridore              | Squadra       | Tempo    |
| ---- | ---------------------- | ------------- | -------- |
| 1    | Steve Bauer            | La Vie Claire | 1h30'56" |
| 2    | Christophe Lavainne    | Renault-Elf   | s.t.     |
| 3    | Pierre-Henri Mentheour | La Redoute    | s.t.     |

| Pos. | Corridore | Squadra | Tempo |
| ---- | --------- | ------- | ----- |

### 2ª tappa - 2ª semitappa
- 28 marzo: Pamiers > Castres – 112 km

| Pos. | Corridore            | Squadra     | Tempo    |
| ---- | -------------------- | ----------- | -------- |
| 1    | Hubert Linard        | Peugeot     | 3h06'36" |
| 2    | Christophe Lavainne  | Renault-Elf | s.t.     |
| 3    | Jean-René Bernaudeau | Fagor       | s.t.     |

| Pos. | Corridore | Squadra | Tempo |
| ---- | --------- | ------- | ----- |

### 3ª tappa
- 29 marzo: Réalmont > Rodez – 174 km

| Pos. | Corridore                  | Squadra       | Tempo    |
| ---- | -------------------------- | ------------- | -------- |
| 1    | Kim Andersen               | La Vie Claire | 4h48'27" |
| 2    | Dominique Garde            | Skil          | s.t.     |
| 3    | Jean-Philippe Vandenbrande | Hitachi       | a 24"    |

| Pos. | Corridore       | Squadra     | Tempo     |
| ---- | --------------- | ----------- | --------- |
| 1    | Stephen Roche   | La Redoute  | 16h15'47" |
| 2    | Laurent Fignon  | Renault-Elf | a 45"     |
| 3    | Frédéric Vichot | Skil        | a 1'04"   |

## Classifiche finali

### Classifica generale
| Pos. | Corridore                  | Squadra                        | Tempo     |
| ---- | -------------------------- | ------------------------------ | --------- |
| 1    | Stephen Roche              | La Redoute                     | 16h15'47" |
| 2    | Laurent Fignon             | Renault-Elf                    | a 45"     |
| 3    | Frédéric Vichot            | Skil-SEM-KAS-Miko              | a 1'04"   |
| 4    | Pascal Simon               | Peugeot-Shell-Michelin         | a 1'24"   |
| 5    | Éric Boyer                 | Renault-Elf                    | a 1'35"   |
| 6    | Robert Millar              | Peugeot-Shell-Michelin         | a 1'42"   |
| 7    | Claude Criquielion         | Hitachi-Splendor-Sunair        | a 1'49"   |
| 8    | Eduardo Chozas             | Reynolds                       | a 2'17"   |
| 9    | Aloïs Wouters              | Tonissteiner-TW Rock-Basf-Humo | a 2'33"   |
| 10   | Jean-Philippe Vandenbrande | Hitachi-Splendor-Sunair        | a 2'40"   |